# Rolls-Royce Corniche (1971)
Rolls-Royce Corniche – samochód sportowy klasy aut luksusowych produkowany przez brytyjską markę Rolls-Royce w latach 1971 – 1995.

## Historia i opis modelu

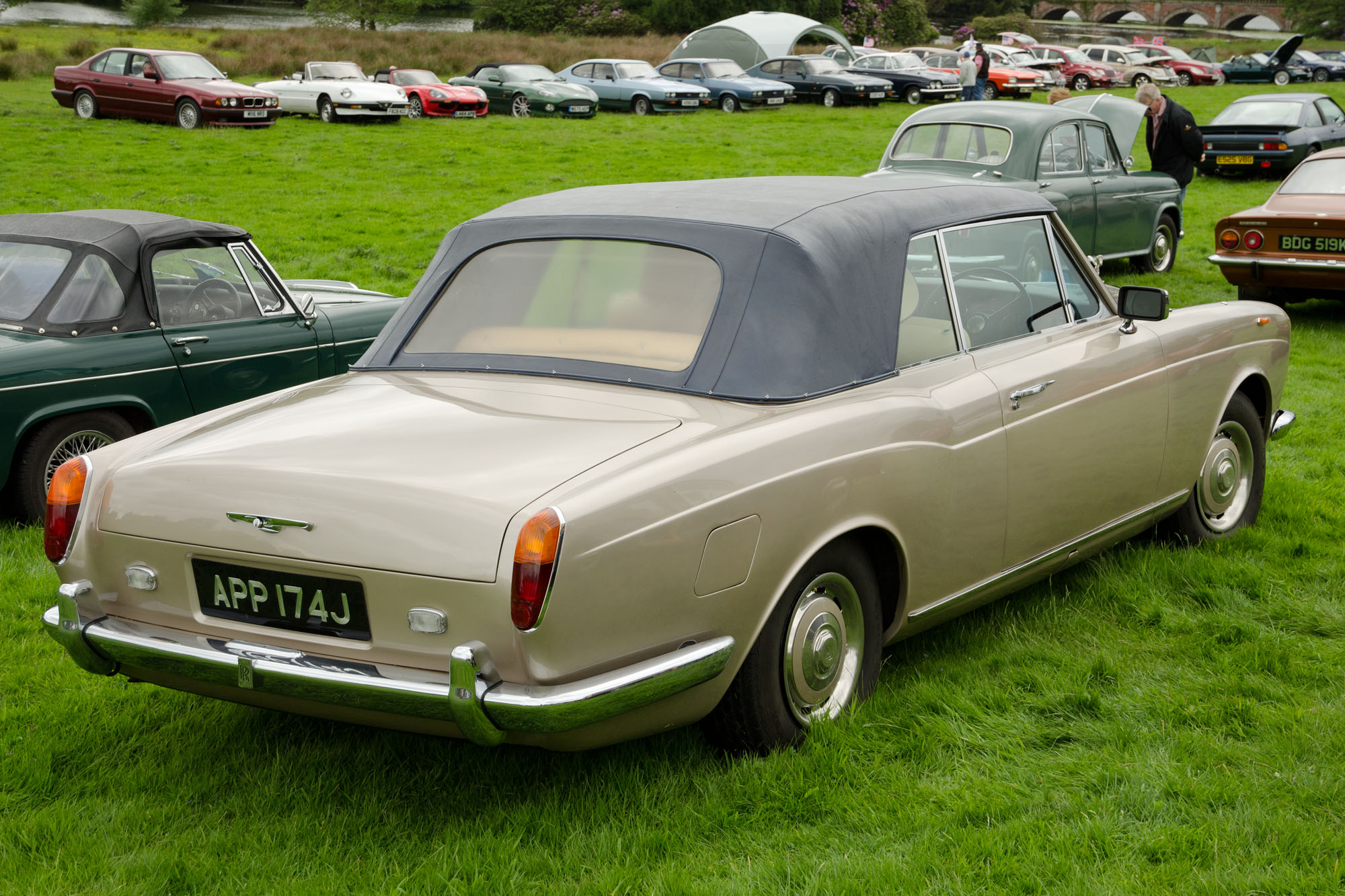
Rolls-Royce Corniche - tył

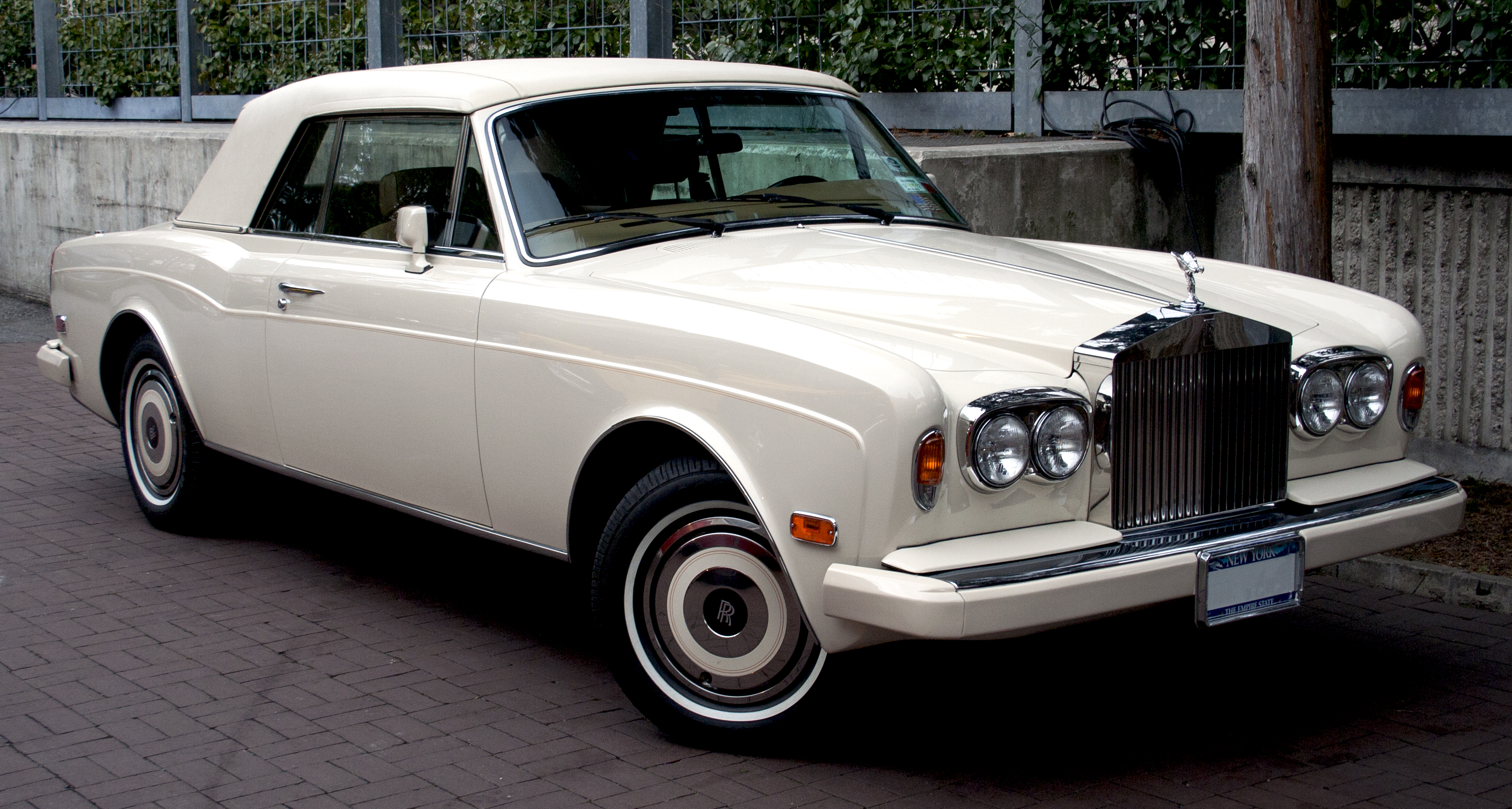
Rolls-Royce Corniche po liftingu

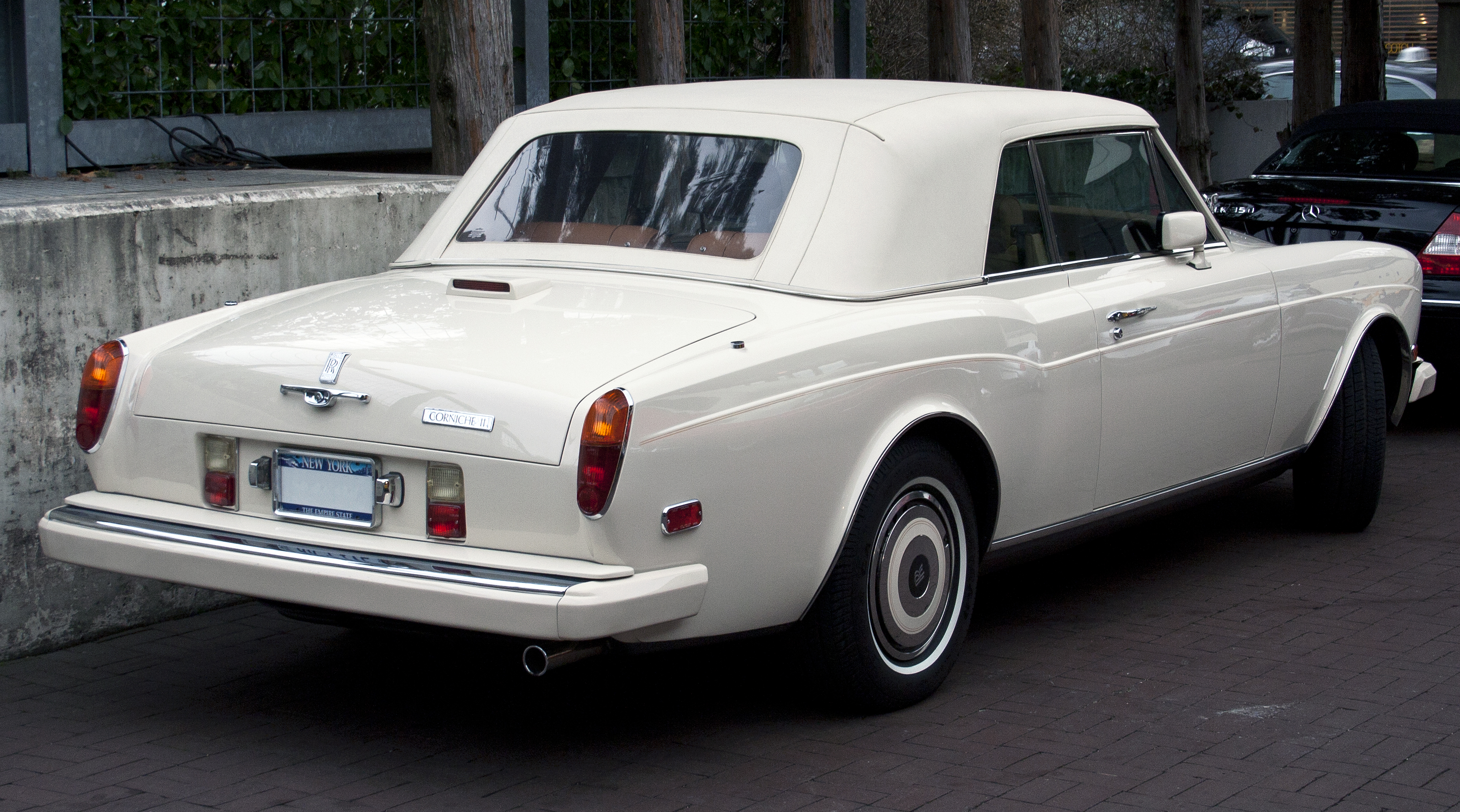
Rolls-Royce Corniche - tył po liftingu

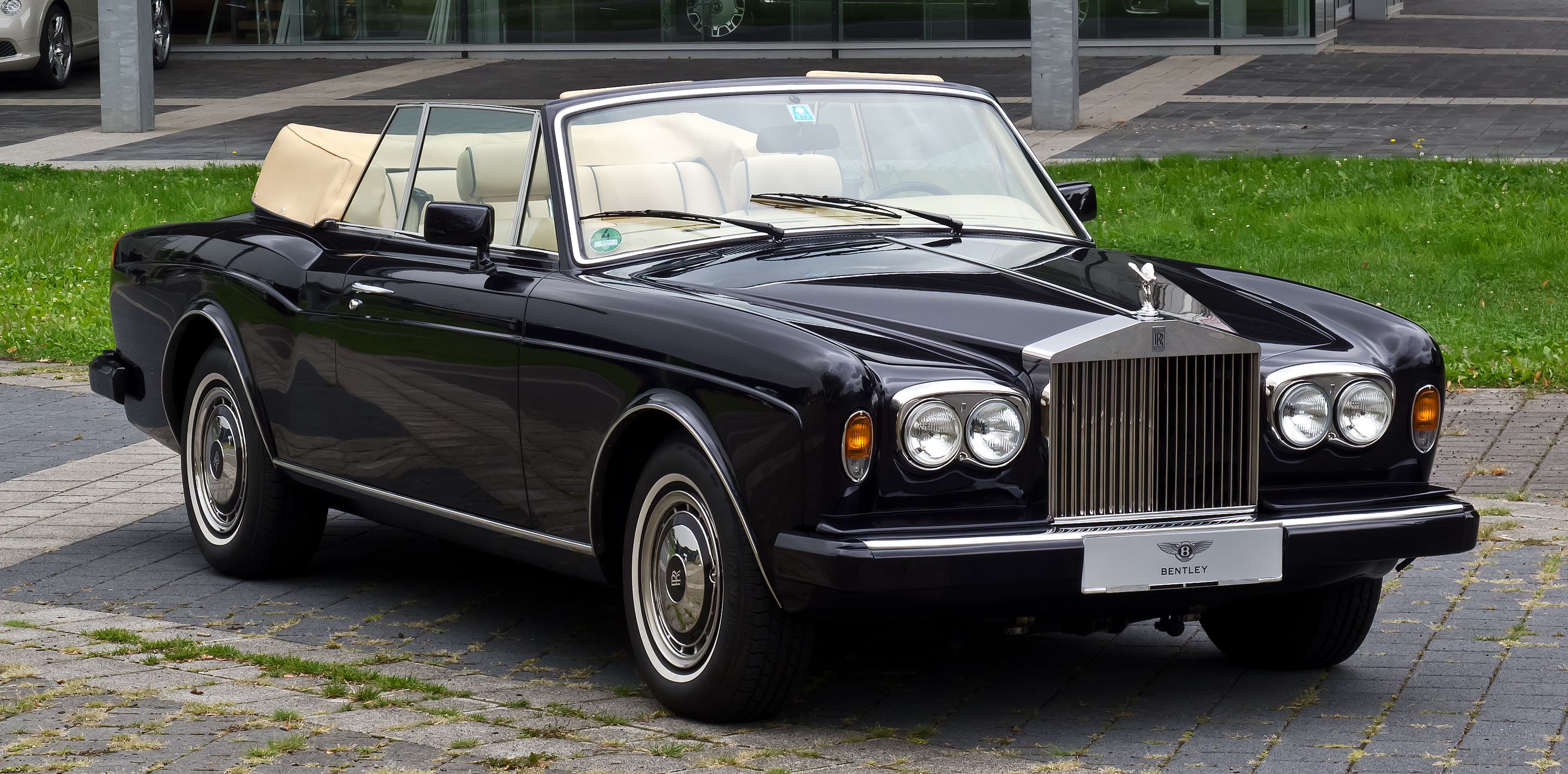
Rolls-Royce Corniche po drugim liftingu

Dostępny jako 2-drzwiowe coupé lub 2-drzwiowy kabriolet. Następca modelu Silver Shadow. Do napędu samochodu użyto silnika V8 o pojemności 6,75 litra. Moc przenoszona była na koła tylne poprzez 4-biegową automatyczną skrzynię biegów.
Przez 24 lata produkcji, Corniche przeszedł 3 modernizacje, z czego dwie pierwsze były najbardziej rozległe. Po każdym liftingu, samochód otrzymywał kolejną cyfrę rzymską w nazwie, które w tym przypadku - nie oznaczały kolejnych generacji, a jedynie kolejne zmiany wyglądu i aktualizacje wyposażenia.

### Silnik
- V8 6,75 l (6750 cm³), 2 zawory na cylinder, OHV
- Układ zasilania: wtrysk
- Średnica × skok tłoka: 104,10 mm × 99,10 mm
- Stopień sprężania: 8,0:1
- Moc maksymalna: 218 KM (160,3 kW) przy 4200 obr./min
- Maksymalny moment obrotowy: 440 N•m przy 1450 obr./min

### Osiągi
- Przyspieszenie 0-100 km/h: 10,0 s
- Prędkość maksymalna: 210 km/h